# ルディ・ヴァン・ゲルダー
ルディ・ヴァン・ゲルダー（Rudy Van Gelder、1924年11月2日 - 2016年8月25日）は、ジャズの分野の録音を中心に活躍していたレコーディング・エンジニアである。本名はルドルフ・ヴァン・ゲルダー（Rudolph Van Gelder）。

## 概説
ヴァン・ゲルダーは一般に音楽史上で最も重要なレコーディング・エンジニアの一人と考えられており、古典的名盤といわれるものも含め、数百のセッションを録音したジャズ史の影の伝説的人物である。現在一般的に考えられている「ジャズの音」を作ったパイオニアであり、歴史に残る数々の録音を残してきたその功績から2009年にNEAよりNEAジャズ・マスターズを授与されている。
彼はジャズのレコーディングに今までになかったような明晰さを持ち込み、トランペッターのマイルス・デイヴィス、ピアニストのセロニアス・モンク、サックス奏者のウェイン・ショーターやジョン・コルトレーンといったジャズ界の偉人の作品を多く録音した。ゲルダーは多くのレコード会社と仕事をしたが、特にブルーノートと深い関係を持っていた。
ヴァン・ゲルダーの録音手法は、多くの場合、温かさと存在感のある音の仕上げを賛美されているが、この評価は全面的に共有されているわけではない。特に評論家は、ピアノの音が細く隠れがちなものになってしまうことに不満を表明している。評論家のリチャード・コックは、ヴァン・ゲルダーのピアノの録音手法は、しばしばピアニストの演奏と同じくらい独特のものであると書いている。
なお、彼はジャズだけでなく、1950年代から米VOX等のクラシックの録音も手がけていたが、このことは一般的にはあまり知られていない。
2016年8月25日、イングルウッドクリフスの自宅で91歳の生涯を閉じた。その生涯最期となったレコーディングは6月20日のジミー・コブ・トリオであった。

## 略歴

### 若年期
ニュージャージー州ジャージーシティ生まれ。SFの編集者であるゴードン・ヴァン・ゲルダーの遠縁にあたるという。ヴァン・ゲルダーのマイクと電子機器への関心は、彼が若いころアマチュア無線に熱中していたことにその起源を求められる。彼の最初のレコーディングは、彼が検眼技師として働くかたわら、ニュージャージー州ハッケンサックにある彼の実家のリビングで行われた。なお、このハッケンサックの家は、レコーディング・スタジオとして使用できるように作られていたのである。
1952年頃から、数年のうちにプレスティッジやサヴォイといったニューヨーク近辺のレコード会社から仕事の引き合いがあり、同レーベルのほとんどの録音を手がける様になる。
その後の1954年初め、ヴァン・ゲルダーは友人の一人、バリトン・サクソフォーン奏者のギル・メレによって、ジャズ・レーベル「ブルーノート」のプロデューサーであるアルフレッド・ライオンの知遇を得た。この出会いが、ヴァン・ゲルダーを第二の人生へ導き、彼とブルーノートの密接な関係を築くこととなった。これを機に、彼は同レーベルのほとんどの録音も手がける様になった。
また、1950年代の半ば、セロニアス・モンクはヴァン･ゲルダーを讃える「Hackensack」（ハッケンサック）という曲を作曲している。
1957年3月7日には初のステレオ録音にも着手した（ブルーノートのアルバム『Orgy in Rhythm』(BST-1954、1955年)）。

### 専業録音エンジニアに
1959年夏、ヴァン・ゲルダーは仕事場をハッケンサックから数マイル南東に離れた、イングルウッドクリフスの広いスタジオに移した。スタジオの建物はフランク・ロイド・ライトの影響を受け、高い天井と素晴らしい音響を併せ持ったどこか礼拝堂を思わせるものであった。その年の内に、ヴァン・ゲルダーはフルタイムで録音の仕事を行うため、検眼技師を辞めた。
その後、1961年からは、インパルス!レコードのほとんどの録音も手がける様になり、その中には、ジョン・コルトレーンのアルバム『バラード』、『至上の愛』も含まれている。
ブルーノートとプレスティッジは、この後数年にわたってヴァン・ゲルダーと協力関係を続けたが、ヴァーヴなどのいくつかのレーベルは他のスタジオを使うようになった。
なお、ヴァン・ゲルダー自身はレコーディング手法について秘密主義であったため、ファンや評論家はその詳細について現在も憶測を重ねている。

### その後のキャリア
1967年にアルフレッド・ライオンがブルーノートの経営から退き、ブルーノートの経営の主導権がリバティー・レコードに移る（所有権は1965年に移っている）と、ブルーノートはヴァン・ゲルダー以外のレコーディング・エンジニアを定期的に使うようになった。プレスティッジもこれより数年早く、他のレコーディング・スタジオを使うようになっていた。しかし、ヴァン・ゲルダーは音楽シーンに残って仕事を続け、特にクリード・テイラー率いるCTIレコードのスムーズジャズの原型となる一連のレコードでは、クロスオーバー・ミュージックの流行を促進し大きな商業的成功を収めた。しかし、これらの一部のレコードは、評論家にはあまり評価されなかった。
作品発表のペースは落ちてきたが、ヴァン・ゲルダーは晩年もイングルウッドクリフスに住み、レコーディング・エンジニアとして活動していた。
また、1986年には、ブルーノートに帰ってきたジミー・スミスの演奏をデジタル・レコーディングで残すなどしている（『ゴー・フォー・ワッチャ・ノウ』）。
1998年からは、数十年の時を経て、かつてブルーノートでアナログレコードに録音した音源を、24ビットのデジタル音源である「RVGエディション」シリーズにリマスタリング（再録音）する作業のため多忙である。このシリーズは特に日本では大絶賛をもって迎えられ、1998年度のスイングジャーナル社主催の「ジャズ・ディスク大賞」で、同年度のリマスタリング部門と企画部門の2部門を受賞した。これが発端で、インパルス・レーベルで出された『至上の愛』、『バラード』など自身が録音したジョン・コルトレーンのアルバムをユニバーサル・ミュージックから、2005年からは、彼がプレスティッジ・レコードで録音した音源のいくつかを、現在プレスティッジ・ブランドを所有しているコンコード・レコードからそれぞれ発売するために24ビットリマスタリングしている。
また、同1998年には、『カウボーイビバップ』の劇伴曲の作成をしていた菅野よう子から依頼を受け、同作のサウンドトラック『COWBOY BEBOP O.S.T 1』『COWBOY BEBOP Vitaminless』『COWBOY BEBOP O.S.T 2 No Disc』『COWBOY BEBOP O.S.T 3 BLUE』にレコーディングエンジニアとして参加し、ジャズ・ファンを驚かせた。
亡くなる2ヶ月前に行われた生涯最期となったレコーディングは、ジミー・コブ・トリオで、参加メンバーは海野雅威、パウロ・ヴェネディッティーニ、ゲストはロイ・ハーグローヴであった。